# Invincible (utwór muzyczny Caroli)
Invincible (pol.: Niepokonana) – angielskojęzyczny singel szwedzkiej piosenkarki Caroli Häggkvist wydany 12 stycznia 2006 i umieszczony na albumie Från nu till evighet. Utwór został napisany przez Häggkvist i Thomasa G:sona, wyprodukowany został przez Bobby'ego Ljunggrena i Henrika Wikströma.
18 marca utwór „Evighet” wygrał w finale Melodifestivalen 2006, dzięki czemu reprezentował Szwecję podczas 51. Konkursu Piosenki Eurowizji.

## Historia utworu

### Nagrywanie
Utwór został zgłoszony przez Carolę Häggkvist pod tytułem „Evighet” do szwedzkich preselekcji do Konkursu Piosenki Eurowizji w 2006 roku – Melodifestivalen 2006. Muzykę do piosenki współtworzyli z piosenkarką Thomas G:son i Henrik Wikström. Produkcją zajęła się Carola oraz G:son. Nagranie utworu miało miejsce w Lionheart Studio w Sztokholmie oraz G:Sound Studios w Skövde. Piosenkę zmiksował Ronny Lahti. Björn Engelmann odpowiedzialny był natomiast za mastering singla.

#### Nagranie
Poszczególne instrumenty w utworze nagrali:
- Wokal: Carola Häggkvist
- Gitara: Stefan Jonsson, Thomas G:son, Torbjörn Fall
- Gitara basowa: Stefan Brunzell
- Keyboard: Henrik Wikström, Thomas G:son

### Wydanie
Utwór został wydany 12 stycznia 2006 pod szyldem wytwórni Universal Music jako singel reprezentujący Szwecję podczas 51. Konkursu Piosenki Eurowizji organizowanego przez stolicę Grecji – Ateny. Promował on również płytę Från nu till evighet, która została opublikowana przez wytwórnię Sonet. Okładkę singla zaprojektowali Micke Erricson i M Industries.

### Występy na żywo: Melodifestivalen i Konkurs Piosenki Eurowizji
4 marca 2006  „Invincible” zostało wykonane w ostatnim, czwartym półfinale szwedzkich selekcji do 51. Konkursu Piosenki Eurowizji – Melodifestivalen 2006. W pierwszej rundzie głosowanie utwór zdobył 139 592 głosów i zakwalifikowany został do drugiego etapu, który wygrał z 151 021 głosami na koncie. 18 marca 2006 roku Häggkvist wykonała piosenkę w finale eliminacji jako siódma w kolejności. Ostatecznie wygrała rundę finałową, zdobywając łącznie 234 punkty. Zwyciężyła dzięki wsparciu widzów, jurorzy bowiem przyznali popowej kompozycji jedynie 102 punkty, które uplasowało go na 2. miejscu wśród 10. finalistów w finałowym rankingu sędziów. Dzięki 437 876 głosom widzów Häggkvist otrzymała 132 punkty od publiczności. Po zsumowaniu punktacji Carola wygrała selekcje z 32-punktową przewagą nad zdobywcami drugiego miejsca w finale – zespołem BWO.
We wtorek 18 maja singel został zaprezentowany w półfinale konkursu w Olympic Indoor Hall w Atenach. Zajął 4. miejsce z 214 punktami. W sobotę 20 maja odbył się finał festiwalu, w którym Carola zaśpiewała utwór jako dwudziesta druga w kolejności i zdobyła łącznie 170 punktów, które przełożyły się na 5. miejsce na 24. finalistów. Pomimo wysokiej lokaty, utwór nie zdobył ani jednej „dwunastki” (maksymalnej do zdobycia noty) z żadnego kraju.

## Wydanie na albumach
| Album                | Data         | Wytwórnia | Format | Nr katalogowy | Nr utworu                       | Źródło |
| -------------------- | ------------ | --------- | ------ | ------------- | ------------------------------- | ------ |
| Från Nu Till Evighet | 17 maja 2006 | Sonet     | 1 CD   | 985 644-1     | 3 („Evighet”) 12 („Invincible”) | [ 6 ]  |

## Lista utworów
International Download edition (12 stycznia 2006)
1. „Invincible” (Original Version) – 3:02
2. „Invincible” (Soundfactory Supreme Anthem) – 7:25
3. „Invincible” (Soundfactory One Love Dub) – 8:13
4. „Invincible” (Soundfactory Radio Edit) – 3:19

International CD Single
1. „Invincible” – 3:02
2. „Invincible (Instrumental Version)” – 2:59

Swedish CD Single
1. „Evighet” – 3:01
2. „Evighet (instrumental version)” – 2:59

## Notowania na listach przebojów

### „Invincible”
| Kraj    | Lista (2006)   | Najwyższa pozycja |
| ------- | -------------- | ----------------- |
| Belgia  | Ultratip 100   | 6 Propozycje      |
| Szwecja | Singles Top 60 | 29                |

### „Evighet”
| Kraj     | Lista (2006)   | Najwyższa pozycja |
| -------- | -------------- | ----------------- |
| Szwecja  | Singles Top 60 | 1                 |
| Norwegia | Top 20 Singles | 8                 |